# Luc Legeard
Luc Legeard né le 20 janvier 1960 est un auteur français qui a publié de nombreux articles et plusieurs ouvrages relevant de l'histoire, de l'histoire littéraire et de l'ethnologie, et concernant la Bretagne ainsi que l'Outre-mer français.

## Biographie
Né en 1960 à Rennes, il a fait des études d’histoire et d’histoire de l’art. Enseignant (actuellement professeur de lettres-histoire dans un lycée professionnel de Mayotte), il s’intéresse à la culture bretonne  avant de  découvrir l’ethnologie au contact du peuple kanak et des habitants de l’Outre-mer français, auxquels il consacre l’essentiel de ses recherches. Il a beaucoup voyagé (Nouvelle-Calédonie, Japon, Guyane, la Réunion, Afrique du sud, Mayotte...) et a publié des articles dans Le pays de Fougères, Résonances, Ar Men, Le Quotidien de La Réunion, Le Bulletin de la Société Historique de Nouvelle-Calédonie, Religions et Histoire, Études Mélanésiennes, La Revue des Outre-mers, Outre-terre…

## Publications
(novembre 2018).

### Revues
- Luc Legeard, « Le Monument aux morts de Fougères », Le Pays de Fougères, no 65,‎ 1986.
- Luc Legeard, « Le sculpteur Armand Harel », Le Pays de Fougères, no 78,‎ 1991.
- Luc Legeard, « Albert Durand de la Béduaudière  (1856-1943) », Le Pays de Fougères, no 80,‎ 1991.
- Luc Legeard, « Lucien Haudebert (1877-1963) compositeur Fougerais », Le Pays de Fougères, no 82,‎ 1991.
- Luc Legeard, « Le peintre André Mériel-Bussy, une œuvre qui passe par Fougères », Le Pays de Fougères, no 83,‎ 1991.
- Luc Legeard, « La pérennité d’un héritage, Jean Armel Beaufils (1882-1952) », Le Pays de Fougères, no 85,‎ 1992.
- Luc Legeard, « Les Débuts d’Emmanuel de La Villéon », Le Pays de Fougères, no 87,‎ 1992.
- Luc Legeard, « Le Blé noir dans le Pays de Fougères », Le Pays de Fougères, no 89,‎ 1993.
- Luc Legeard, « Un Maître à Fougères : Pierre Chaplain », Le Pays de Fougères, no 90,‎ 1993.
- Luc Legeard, « Jean Langlais, une vie au service de la musique », Le Pays de Fougères, no 91,‎ 1993.
- Luc Legeard, « Théodore Botrel et Fougères », Le Pays de Fougères, no 100,‎ 1996.
- Luc Legeard, « Traditions populaires, vie quotidienne, usages dans le Pays de Fougères », Le Pays de Fougères, no 113,‎ 1999.
- Luc Legeard, « Lawrence d’Arabie à Fougères », Le Pays de Fougères, no 126,‎ 2002.
- Luc Legeard, « Louvigné-du-désert au fil des siècles : histoire et patrimoine », Le Pays de Fougères, no 139,‎ 2005.
- Luc Legeard, « Lucile de Chateaubriand et Charles de Chênedollé », Le Pays de Fougères, no 145,‎ 2007.

- Résonances :

Articles sur des compositeurs bretons parus dans le bulletin de l’Arcodam (Maison régionale de la musique et de la danse) :
« Paul Le Flem » (n° 15, juillet-août-septembre 1990)
« Lucien Haudebert » (n° 17, janvier-février-mars 1991)
« Paul Ladmirault » (n° 18, avril-mai-juin-1991)
« Rhené-Baton » (n° 19, juillet-août-septembre 1991)
« Michel Merlet » (n° 20, octobre-novembre-décembre 1991)
« Pierre-Yves Moign » (n° 21, janvier-février-mars 1992)
« Louis-Albert Bourgault-Ducoudray » (n° 22, avril-mai-juin 1992)
« Jean Langlais » (n° 24, octobre-novembre-décembre 1992)
« Christophe Guyard » (n° 25, janvier-février-mars 1993)
« Louis Vuillemin » (n° 26, avril-mai-juin 1993)
« Marcel Landowski » (n° 27, juillet-août-septembre 1993),
« Pierick Houdy » (n° 28, octobre-novembre-décembre 1993),
« Pierre Thielemans » (n° 30, avril-mai-juin 1994)
« Louis Aubert » (n° 34, avril-mai-juin 1995)
« Jean Hody » (n° 39, juillet-août-septembre 1996)
« René Abjean » (n° 40, octobre-novembre-décembre, 1996)
« Adolphe Mahieux » (n° 41, janvier-février-mars 1997)
« Maurice Duhamel » (n° 42, avril-mai-juin 1997)
« Émile Durand » (n° 44, octobre-novembre-décembre 1997)
- Ar Men[14] :

« Jean-Julien Lemordant (1878-1968), peintre fauve de Penmarc’h » (décembre 1987)
« Henriette Bellair (1904-1963), de Nantes aux rives de la Manche » (février 1993)
- Études Mélanésiennes :

« Le temps du Wanaithihlë ou la vie quotidienne à Lifou à l’époque pré-européenne » (n° 31, Nouméa, 2000-2001)
- Religions et Histoire[17] :

« Les îles Loyauté (Nouvelle-Calédonie) entre polythéisme et animisme - Traditions religieuses des peuples de l’Océanie » (n° 9, juillet-août 2006)
- Société d’Études Historiques de la Nouvelle-Calédonie[18] :

« Histoire de la lèpre »  (n° 118, 4e trimestre 1998)
« Paul Gauguin en Nouvelle-Calédonie »  (n° 121, 4e trimestre 1999)
« Nathalie Lemel, bretonne et communarde, dite "pétroleuse" » (n° 126, 1er trimestre 2001)
« De La Réunion à la Nouvelle-Calédonie » (n° 129, 4e trimestre 2001).
« L’itinéraire passionné d’un communard : Paschal Grousset » (n° 133, 4e trimestre 2002)
« Claude Petitjean, de la Commune de Paris à l’œuvre de colonisation » (n° 137, 4e trimestre 2003)
« L’aventure de la nacre » (n° 138, 1er trimestre 2004),
« Bondé, petite chronique d’une tribu du grand nord (1846-1946) » (n° 139, 2e trimestre 2004)
« Dufty et compagnie : des maîtres photographes » (n° 140, 3e trimestre 2004)
« La Guerre des Poyes » (n°141, 4e trimestre 2004)
« Quand la civilisation du blé rencontrait la civilisation de l’igname » (n°143, 2e trimestre 2005)
« L'asile Saint-Léonard de Tiwaka, un lieu de rédemption (1889-1920) », (n°145, 4e trimestre 2005)
« La Nouvelle-Calédonie face à l’affaire Dreyfus » (n° 146, 1er trimestre 2006)
« L’aventure de l’usine métallurgique de Tao » (n° 149, 4e trimestre 2006)
« Histoire du cacao en Nouvelle-Calédonie » (n°150, 1er trimestre 2007)
« Histoire de la mission de Tyé » (n° 151, 2e trimestre 2007)
« Francis Carco (1886-1958), de Nouméa à Paname » (n°153, 4e trimestre 2007)
« Philadelphe Delord à Maré (1898-1911) » (n°154, 1er trimestre 2008)
« L'Œuvre guyanaise de Louis Tardy de Montravel » (n°156, 3e trimestre 2008)
« Les Jajiny : Eugénie Peter et Marguerite Anker » (n°156, 3e trimestre 2008)
« Histoire des mines de Kouaoua, l’aventure des petits mineurs, première partie » (n°157, 4e trimestre 2008)
« Histoire des mines de Kouaoua, l’aventure des petits mineurs, deuxième partie » (n°158, 1er trimestre 2009)
« Philippe Chabaneix (1898-1982), une vie en poésie » (n°158, 1er trimestre 2009)
« Charles Albert Garenne (1873-1958), un écrivain oublié que la Calédonie inspira » (n°160, 3e trimestre 2009)
« Olivier Pain (1845-1885), déporté de la Commune de Paris (1871) » (n°162, 1er trimestre 2010)
« Le déporté Charles Amouroux (1843-1885) » (n°165, 4e trimestre 2010)
« Des Princes comoriens en Nouvelle-Calédonie » (n°167, 2e trimestre 2011)
« La tragique destinée du docteur Rastoul » (n°167, 2e trimestre 2011)
« Adolphe Assi (1841-1886), du Creusot à la Commune » (n°171), 2e trimestre 2012)
« Les femmes de la Commune, de Paris à la Nouvelle-Calédonie » (n°173, 4e trimestre 2012)
« Augustin Verdure (1825-1873) : un destin brisé » (n°176, 2e trimestre 2013)
« L’œuvre du pasteur Etienne Bergeret ou l’histoire de la Mission de Lifou dans les années 20 » (n°172, 4ème trimestre 2013)
« La vie quotidienne des Communards à l’île des Pins » (1872-1879) (n° 179, 2ème trimestre 2014)
« Charles Romain Capellaro (1826-1899), un maître sculpteur, déporté à l’île des Pins » (n°181, 4ème trimestre 2014)
« Gustave Maroteau (1849-1875), L’enfant perdu de la révolution communarde », (n° 180, 3ème trimestre 2014)
« Maurice Leenhardt, pêcheur d’âmes, origines, influences, début à Do Néva (1902-1909) », première partie (n° 182, 1er trimestre 2015)
« Georges Périn (1838-1903), Républicain intransigeant, journaliste et géographe à la découverte de la Nouvelle-Calédonie » (n° 183, 2ème trimestre 2015)
« Des Communards au bagne », (n° 184, 3ème trimestre 2015)
« Le second séjour à Do Neva de Maurice Leenhardt, une œuvre dans la tourmente (1910-1920) » (n° 185, 4ème trimestre 2015)
« Dans le sillage de Maurice Leenhardt (1923-1926), une mission entre enthousiasme et lassitude » Troisième partie (n° 186, 1er trimestre 2016)
« Alfred-Edouard Billioray (1841-1877), citoyen la bataille » (n° 187, 2ème trimestre 2016)
« Une erreur judiciaire, Jean Chalès, bagnard innocent en Nouvelle-Calédonie » (n° 190, 1er trimestre 2017)  « Henry Bauër, l’irréductible parcours politique et esthétique d’un communard » (n° 191, 2ème trimestre 2017)  « Les pasteurs François et Jules Ernest Lenguerau, deux générations de missionnaires en Nouvelle-Calédonie » (n° 194, 1er trimestre 2018)
« Parcours et engagement du commandant Rivière en Nouvelle-Calédonie et au Tonkin » (n°198, 1er trimestre 2019)
« La Nouvelle-Calédonie aux Expositions Universelles de Paris en 1889 et 1900 » (n° 201, 4ème trimestre 2019)
« Le Communard Honoré Charlier et sa famille en Nouvelle-Calédonie » (n° 202, 1er trimestre 2020)
« Les fêtes franco-russes à Nouméa (5-12 mai 1894) » (n° 205, 4ème trimestre 2020)
« Louise Michel, portrait de la grande citoyenne en Nouvelle-Calédonie » (n° 206, 1er trimestre 2021)
« La Nouvelle-Calédonie aux expositions coloniales de Marseille » (1906 et 1922) et de Nogent-sur-Marne (1907) (n°210, 1er trimestre 2022)
- La Revue des Outre-mers :

« Mayotte, 101ème département français - Histoire, faits et enjeux », Volume I, année 2012
- Outre-terre, Revue européenne de géopolitique :

« L’immigration clandestine à Mayotte », n° 33-34, Éditions Glyphe, 2012

### Ouvrages collectifs
- Fougères, Mémoires du pays, les hommes, le temps, les lieux, Fougères, décembre 1992
- On fait le peuple d’ici : Kola xupe la nöje ne la hnedraicelë (recueil bilingue de poèmes des jeunes du pays Drehu-Lifou), Éditions Grain de sable, Nouméa, 1997 (prix défi jeunes)
- 101 mots sur la mine en Nouvelle-Calédonie, sous la direction de Yann Bencivengo, Nouméa, 1999
- Mémoires océaniennes de la Grande Guerre, Catalogue, Musée de la ville de Nouméa[33], Nouméa, 1999
- Théodore Botrel, ses plus grand succès, Éditions Fortin, Paris, 2000
- La Nouvelle-Calédonie, terre de métissage, sous la direction de Frédéric Angleviel, coll. Annales d’histoire calédonienne, Éditions les Indes savantes, Paris, 2004
- Une histoire en cent histoires, Éditions Bambou, Nouméa, 2004
- Ile d’exil, terre d’asile - Les déportations politiques et les expulsions en temps de guerre en Nouvelle-Calédonie, Catalogue, Musée de la ville de Nouméa, Nouméa, 2004
- Vos papiers s’il vous plaît ! Les différents statuts de la population calédonienne de 1853 à 1946, Catalogue, Musée de la ville de Nouméa, Nouméa, 2007
- La Nouvelle-Calédonie, Les Kanaks et l’histoire, sous la direction d’Eddy Wadrawane et Frédéric Angleviel, coll. Annales d’histoire calédonienne, Éditions les Indes savantes, Paris, 2008
- Catholiques et protestants à Lifou : un conflit récurrent - Rivalités coloniales et missionnaires en Océanie (1688-1902), sous la direction de Frédéric Angleviel, coll. Histoire et missions chrétiennes, Éditions Khartala, Paris, juin 2008
- Révoltes, conflits et guerres mondiales en Nouvelle-Calédonie et dans sa région, sous la direction de Sylvette Boyer, (2 tomes), Éditions L’Harmattan, Paris, 2009.
- 101 mots sur le Vanuatu, Éditions Ile de lumière, Nouméa, 2011
- Héritage d’une mission, James et Emma Hadfield, îles Loyauté (1878-1920) catalogue d’exposition, Musée de Nouvelle-Calédonie, Nouméa, 2014.
- Histoire du pays Kunié (L’île des Pins) De la terre de tous les exils à l’île la plus proche du paradis, Mairie de l’île des Pins et les Editions du GRHOC, Nouméa, 2014.
- Le Pays Kunié : déportation, bagne et patrimoine pénitentiaire, Edition du GRHOC, Nouméa, 2014.
- Chroniques insulaire, Nouvelles historiques et paroles de Nouvelle-Calédonie N°1, Ouvrage collectif coordonné par Frédéric Angleviel et Paul Fizin, Editions Edilivre, Paris, 2019.
- Chroniques insulaires, Nouvelles historiques et paroles de Nouvelle-Calédonie N° 2, Ouvrage collectif coordonné par Frédéric Angleviel et Paul Fizin, Editions Edilivre, Paris, 2020.

### Direction de publication
- 101 mots sur Lifou (Nouvelle-Calédonie), Éditions Ile de lumière, Nouméa, 2000
- Souvenirs de la Nouvelle-Calédonie du Commandant Henri Rivière - Édition commentée et annotée de l’ouvrage, Éditions L’Harmattan, Paris, 2009
- Célimène, Mythe et réalité, Académie Réunionnaise des « Arts et Lettres », Éditions Azalées, Ile de La Réunion, 2013
- « De Ducos à l’or des théâtres » - Édition annotée et commentée de l’ouvrage : Mémoires d’un jeune homme, de Henry Bauër, Éditions L’Harmattan, 2013